# Studien zur Kulturkunde
Studien zur Kulturkunde ist eine von Leo Frobenius 1933 gegründete ethnologische Buchreihe am Frobenius-Institut (mit der früheren Bezeichnung Forschungsinstitut für Kulturmorphologie) an der Johann Wolfgang Goethe-Universität in Frankfurt am Main, dem ältesten in Deutschland angesiedelten ethnologischen Institut. Sie enthält Analysen und Quellen zur Ethnologie. Bisher sind 126 Bände erschienen.
Die Bände erschienen zunächst im Verlag Strecker & Schröder in Stuttgart, dann im August Schröder Verlag in Stuttgart und später im Franz Steiner Verlag in Wiesbaden, später Stuttgart, Band 104–127 dann im Rüdiger Köppe Verlag in Köln und ab Band 127 im Reimer-Verlag, Berlin
Derzeitige Herausgeber sind Holger Jebens, Karl-Heinz Kohl und Richard Kuba.
Einige Klassiker der deutschen Ethnologie, wie z. B. Mythos und Kult bei Naturvölkern (Adolf E. Jensen), Kannibalismus (Ewald Volhard), Weltbild und Kult der Kwakiutl-Indianer (Werner Müller) sind in dieser Reihe erschienen, auch wichtige Übersichtswerke, wie z. B. Die Völker Afrikas und ihre traditionellen Kulturen (Hermann Baumann, Hrsg.).
Einen Schwerpunkt der Reihe bilden die Völker Afrikas.

## Übersicht
| Nr. | Autor/Hrsg.                                                                   | Titel |
| --- | ----------------------------------------------------------------------------- | --- |
| 1   | Adolf E. Jensen                                                               | Beschneidung und Reifezeremonien bei Naturvölkern. 1933. |
| 2   | Heinz Wieschhoff                                                              | Die afrikanischen Trommeln und ihre außerafrikanischen Beziehungen. 1933. |
| 3   | Hermann Trimborn                                                              | Quellen zur Kulturgeschichte des präkolumbischen Amerika. 1936. |
| 4   | Freda Kretschmar                                                              | Hundestammvater und Kerberos. 1938. (2 Teile) |
| 5   | Ewald Volhard                                                                 | Kannibalismus. 1939. |
| 6   | Adolf Friedrich                                                               | Afrikanische Priestertümer. Vorstudien zu einer Untersuchung. 1939. |
| 7   | Otto Zerries                                                                  | Das Schwirrholz. Untersuchung über die Verbreitung und Bedeutung der Schwirren im Kult. 1942. . |
| 8   | Walter G. Beck                                                                | Beiträge zur Kulturgeschichte der afrikanischen Feldarbeit. 1943. |
| 9   | Adolf E. Jensen                                                               | Das religiöse Weltbild einer frühen Kultur. Stuttgart 1948. |
| 10  | Adolf E. Jensen                                                               | Mythos und Kult bei Naturvölkern. Religionswissenschaftliche Betrachtungen. 1951, 2. Aufl. 1960. |
| 11  | Otto Zerries                                                                  | Wild- und Buschgeister in Südamerika. Eine Untersuchung jägerzeitlicher Phänomene im Kulturbild südamerikanischer Indianer. 1954, ISBN 3-515-00845-4. |
| 12  | Werner Müller                                                                 | Die blaue Hütte. Zum Sinnbild der Perle bei nordamerikanischen Indianern. 1954. |
| 13  | Helmut Straube                                                                | Die Tierverkleidungen der afrikanischen Naturvölker. 1955, ISBN 3-515-00847-0. |
| 14  | Wilhelm Emil Mühlmann                                                         | Arioi und Mamaia. Eine ethnologische, religionssoziologische und historische Studie über polynesische Kultbünde. 1955, ISBN 3-515-00848-9. |
| 15  | Werner Müller                                                                 | Weltbild und Kult der Kwakiutl-Indianer. 1955. |
| 16  | Carl A. Schmitz                                                               | Historische Probleme in Nordost-Neuguinea. Huon-Halbinsel. 1960, ISBN 3-515-00850-0. |
| 17  | Barbara Frank                                                                 | Die Rolle des Hundes in afrikanischen Kulturen. Unter besonderer Berücksichtigung seiner religiösen Bedeutung. 1965. |
| 18  | Eike Haberland                                                                | Untersuchungen zum äthiopischen Königtum. 1965, ISBN 3-515-00852-7. |
| 19  | Alfred Hauenstein                                                             | Les Hanya. Description d'un groupe ethnique bantou de l'Angola. 1967, ISBN 3-515-00853-5. |
| 20  | Walther F. E. Resch                                                           | Das Rind in den Felsbilddarstellungen Nordafrikas. 1967, ISBN 3-515-00854-3. |
| 21  | Eberhard Fischer                                                              | Der Wandel ökonomischer Rollen bei den westlichen Dan in Liberia. Studien zum Kulturwandel eines liberianischen Dorfes auf Grund von Feldforschungen in den Jahren 1960 und 1963. 1967, ISBN 3-515-00855-1.                                                                      |
| 22  | Klaus E. Müller                                                               | Kulturhistorische Studien zur Genese pseudoislamischer Sektengebilde in Vorderasien. 1967, ISBN 3-515-00856-X. |
| 23  | Wolfgang Lindig                                                               | Geheimbünde und Männerbünde der Prärie- und der Waldlandindianer Nordamerikas. Untersucht am Beispiel der Omaha und Irokesen. 1970. |
| 24  | Rose Schubert                                                                 | Methodologische Untersuchungen an ozeanischem Mythenmaterial. 1970. |
| 25  | Beatrix Heintze                                                               | Besessenheits-Phänomene im Mittleren Bantu-Gebiet. 1970. |
| 26  | Ulrich Braukämper                                                             | Der Einfluß des Islam auf die Geschichte und Kulturentwicklung Adamauas. Abriß eines afrikanischen Kulturwandels. 1970, ISBN 3-515-00863-2. |
| 27  | Annemarie Fiedermutz-Laun                                                     | Der kulturhistorische Gedanke bei Adolf Bastian. Systematisierung und Darstellung der Theorie und Methode mit dem Versuch einer Bewertung des kulturhistorischen Gehaltes auf dieser Grundlage. 1970.                                                                            |
| 28  | Andreas Kronenberg                                                            | Logik und Leben – kulturelle Relevanz der Didinga und Longarim, Sudan. 1972, ISBN 3-515-00866-7. |
| 29  | Klaus E. Müller                                                               | Geschichte der antiken Ethnographie und ethnologischen Theoriebildung. Von den Anfängen bis auf die byzantinischen Historiographen. Teil 1. 1972. |
| 30  |                                                                               | Erzählungen der Kamayurá. Alto Xingú–Brasilien. Deutsche Übersetzung und Kommentar von Mark Münzel. 1973. |
| 31  | Samuel Josia Ntara                                                            | The History of the Chewa (Mbiri ya Achewa). Translated into English by W.S. Kamphandira Jere with comments by Hary W. Langworthy, hrsg. v. Beatrix Heintze. 1973, ISBN 3-515-00868-3.                                                                                            |
| 32a | Eike Haberland                                                                | Leo Frobenius (1873–1938): Une Anthologie. Editée par Eike Haberland avec une préface de Léopold Sédar Senghor (Ausgabe in französ. Sprache). 1973, ISBN 3-515-00869-1. |
| 32b | Eike Haberland                                                                | Leo Frobenius (1873–1938): An Anthology. Edited by Eike Haberland with a foreword by Léopold Sédar Senghor (Ausgabe in englischer Sprache). 1973, ISBN 3-515-00870-5. |
| 33  | Dorothee Gruner                                                               | Die Berber-Keramik. Am Beispiel der Orte Afir, Merkalla, Taher, Tiberguent und Roknia. 1973. |
| 34  |                                                                               | Die Völker Afrikas und ihre traditionellen Kulturen. Hrsg. von Hermann Baumann, Teil 1: Allgemeiner Teil und südliches Afrika. 1975, ISBN 3-515-01968-5. |
| 35  |                                                                               | Die Völker Afrikas und ihre traditionellen Kulturen. Hrsg. von Hermann Baumann, Teil 2: Ost-, West- und Nordafrika. 1979, ISBN 3-515-02371-2. |
| 36  | Eike Haberland und Siegfried Seyfarth                                         | Die Yimar am oberen Korowori (Neuguinea). 1974, ISBN 3-515-01870-0. |
| 37  |                                                                               | Ein Pfeilschuß für die Braut. Mythen und Erzählungen aus Kwieftim und Abrau, Nordostneuguinea. Aufgenommen, übersetzt und kommentiert von Antje und Heinz Kelm. 1975. |
| 38  | Christraud Geary                                                              | We, die Genese eines Häuptlingtums im Grasland von Kamerun. 1976, ISBN 3-515-02366-6. |
| 39  | Hermann Amborn                                                                | Die Bedeutung der Kulturen des Niltals für die Eisenproduktion im subsaharischen Afrika. 1976, ISBN 3-515-02411-5. |
| 40  | Werner Peukert                                                                | Der atlantische Sklavenhandel von Dahomey (1740–1797). Wirtschaftsanthropologie und Sozialgeschichte. 1978, ISBN 3-515-02404-2. |
| 41  |                                                                               | Catalogue of the Rock Art Collection of the Frobenius Institute. By Pavel Cervícek with drawings by Gisela Wittner and photos by Margit Matthews. 1976, ISBN 3-515-01856-5. |
| 42  | Dierk Lange                                                                   | Le Dîwân des Sultans du Kânem-Bornû: chronologie et histoire d’un royaume africain (de la fin du Xe siècle jusqu’à 1808). 1977, ISBN 3-515-02392-5. |
| 43  | Renate Wente-Lukas                                                            | Die materielle Kultur der nicht-islamischen Ethnien von Nordkamerun und Nordostnigeria. Mit Zeichnungen von Gisela Wittner. 1977, ISBN 3-515-02608-8. |
| 44  | Edward Graham Norris                                                          | Wirtschaft und Wirtschaftspolitik in Abeokuta 1830–1867. Aspekte der Ethnographie und Geschichte eines Yoruba-Staates im 19. Jahrhundert. 1978, ISBN 3-515-02670-3. |
| 45  | Stefan Seitz                                                                  | Die zentralafrikanischen Wildbeuterkulturen. 1977. |
| 46  | Günter Best                                                                   | Vom Rindernomadismus zum Fischfang. Der sozio-kulturelle Wandel bei den Turkana am Rudolfsee, Kenia. 1978, ISBN 3-515-02690-8. |
| 47  | Hans Joachim Stühler                                                          | Soziale Schichtung und gesellschaftlicher Wandel bei den Ajjer-Twareg in Südostalgerien. 1978, ISBN 3-515-02745-9. |
| 48  | Fidelis Taliwawa Masao                                                        | The Later Stone Age and the Rock Paintings of Central Tanzania. 1979, ISBN 3-515-02783-1. |
| 49  | Hayder Ibrahim                                                                | The Shaiqiya: The Cultural and Social Change of a Northern Sudanese Riverain People. 1979, ISBN 3-515-02907-9. |
| 50  | Ulrich Braukämper                                                             | Geschichte der Hadiya Süd-Äthiopiens. Von den Anfängen bis zur Revolution 1974. 1980, ISBN 3-515-02842-0. |
| 51  | Antje und Heinz Kelm                                                          | Sago und Schwein–Ethnologie von Kwieftim und Abrau in Nordost-Neuguinea. 1980. |
| 52  | Klaus E. Müller                                                               | Geschichte der antiken Ethnographie und ethnologischen Theoriebildung. Von den Anfängen bis auf die byzantinischen Historiographen. Teil 2. 1980. (Teil 1 = Band 29 der Reihe), ISBN 3-515-02499-9.                                                                              |
| 53  | Asfa-Wossen Asserate                                                          | Die Geschichte von Sawâ (Äthiopien) 1700–1865. Nach dem târika nagast von belâttên gêtâ Heruy Walda Sellâsê. 1980, ISBN 3-515-02936-2. |
| 54  | A.B.C. Ocholla-Ayayo                                                          | The Luo Culture. A Reconstruction of the Material Culture Patterns of a Traditional African Society, ISBN 3-515-02925-7. |
| 55  | Andreas Massing                                                               | The Economic Anthropology of the Kru (West Africa). 1980, ISBN 3-515-03162-6. |
| 56  | Gordon D. Gibson, Thomas J. Larson, Cecilia R. McGurk                         | The Kavango Peoples. 1981. |
| 57  | Barbara Frank                                                                 | Die Kulere. Bauern in Mittelnigeria. 1981. |
| 58  | Waltraud und Andreas Kronenberg                                               | Die Bongo. Bauern und Jäger im Südsudan. Mit einem Anhang von Georg Schweinfurth: Beschreibung der Bongo und Originalzeichnungen. 1981, ISBN 3-515-03301-7. |
| 59  | Christoph Staewen und Friderun Schönberg                                      | Ifa, das Wort der Götter. Orakeltexte der Yoruba in Nigeria. 1981, ISBN 3-515-03604-0. |
| 60a | Christraud Geary                                                              | Things of the Palace: A Catalogue of the Bamum Palace Museum in Foumban (Cameroon). With Drawings by Gisela Wittner. 1983, ISBN 3-515-02924-9. |
| 60b | Christraud Geary                                                              | «Les choses du palais»: Catalogue du Musée du Palais Bamoum à Foumban (Cameroun). 1984, ISBN 3-515-03793-4. |
| 61  | Werner J. Lange                                                               | History of the Southern Gonga (Southwestern Ethiopia). 1982, ISBN 3-515-03399-8. |
| 62  | Y. Georges Madiéga                                                            | Contribution à l’histoire précoloniale du Gulma (Haute-Volta). 1982, ISBN 3-515-03222-3. |
| 63  | Wolf Leslau                                                                   | Gurage Folklore. Ethiopian Proverbs, Beliefs, and Riddles. 1982, ISBN 3-515-03513-3. |
| 64  | Karl Heinz Striedter                                                          | Felsbilder Nordafrikas und der Sahara. Ein Verfahren zu ihrer systematischen Erfassung und Auswertung. 1983, ISBN 3-515-03397-1. |
| 65  | Ulrich Braukämper                                                             | Die Kambata. Geschichte und Gesellschaft eines südäthiopischen Bauernvolkes. 1983, ISBN 3-515-03747-0. |
| 66  | Adam Jones                                                                    | German Sources for West African History, 1599–1669. 1983, ISBN 3-515-03728-4. |
| 67  | Peter Fuchs                                                                   | Das Brot der Wüste. Sozio-Ökonomie der Sahara-Kanuri von Fachi. 1983, ISBN 3-515-03764-0. |
| 68  | Adam Jones                                                                    | From Slaves to Palm Kernels. A History of the Galinhas Country (West Africa), 1730–1890. Steiner, Stuttgart 1983, ISBN 3-515-03878-7. |
| 69  | Roland Mischung                                                               | Karen-Dorf Nordwest-Thailands. Steiner, Stuttgart 1984, ISBN 3-515-03227-4. |
| 70  | Leo Frobenius                                                                 | Mythes et contes populaires des riverains du Kasaï. Traduction de l’allemand par Claude Murat. Steiner, Stuttgart 1983, ISBN 3-515-03922-8. |
| 71  | Samson O.O. Amali                                                             | An Nigerian Drama. The Idoma Inquest. A bilingual presentation in Idoma and English together with Odegwudegwu an original bilingual play in Idoma and English. Steiner, Stuttgart 1985, ISBN 3-515-04097-8.                                                                      |
| 72  | Anne-Marie Duperray                                                           | Les Gourounsi de Haute-Volta. Conquête et colonisation 1896–1933. Steiner, Stuttgart 1984, ISBN 3-515-04097-8. |
| 73  | Steven Kaplan                                                                 | The Monastic Holy Man and the Christianization of Early Solomonic Ethiopia. Steiner, Stuttgart 1984. |
| 74  | Renate Wente-Lukas                                                            | Handbook of Ethnic Units in Nigeria. With the Assistance of Adam Jones. Steiner, Stuttgart 1985, ISBN 3-515-03624-5. |
| 75  | Beatrix Heintze                                                               | Fontes para a história de Angola do século XVII. I. Memórias, relações e outros manuscritos da Colectânea Documental de Fernão de Sousa (1622–1635). Transcrição dos documentos em colaboração com Maria Adélia de Carvalho Mendes. Steiner, Stuttgart 1985, ISBN 3-515-04260-1. |
| 76  | Jean-Pierre Warnier                                                           | Echanges, développement et hiérarchies dans le Bamenda précolonial (Cameroun). Steiner, Stuttgart 1985, ISBN 3-515-04281-4. |
| 77  | Adam Jones                                                                    | Brandenburg Sources for West African History 1680–1700. Steiner, Stuttgart 1985, ISBN 3-515-04315-2. |
| 78  | Peter Mark                                                                    | A Cultural, Economic and Religious History of the Basse Casamance since 1500. Steiner, Stuttgart 1985, ISBN 3-515-04355-1. |
| 79  | Kidana Wald Kefle                                                             | Haymanota Abaw Qaddamt. La foi des pères anciens. Enseignement de Mamher Kefla Giyorgis. Recueilli par son disciple Dasta Takla Wald. Avec une introduction sur la vie et l’œuvre de ces trois savants par Berhanou Abebbé. Steiner, Stuttgart 1986, ISBN 3-515-04168-0.         |
| 80  | Leo Frobenius                                                                 | Ethnographische Notizen aus den Jahren 1905 und 1906. I: Völker am Kwilu und am unteren Kasai. Bearb. u. hrsg. von Hildegard Klein. Steiner, Stuttgart 1985, ISBN 3-515-04271-7.                                                                                                 |
| 81  | Jürgen Zwernemann (Hrsg.)                                                     | Erzählungen aus der westafrikanischen Savanne (Gurma, Moba, Kassena, Nuna). Steiner, Stuttgart 1985, ISBN 3-515-04218-0. |
| 82  | Christoph Staewen, Karl Heinz Striedter                                       | Gonoa. Felsbilder aus Nord-Tibesti (Tschad). Steiner, Stuttgart 1987, ISBN 3-515-04218-0. |
| 83  | Leo Frobenius                                                                 | Peuples et sociétés traditionelles du Nord-Cameroun. Etudes de Leo Frobenius, traduites par Eldridge Mohammadou. Steiner, Stuttgart 1987, ISBN 3-515-04656-9. |
| 84  | Leo Frobenius                                                                 | Ethnographische Notizen aus den Jahren 1905 und 1906. II: Kuba. Leele, Nord-Kete. Bearb. u. hrsg. von Hildegard Klein. Steiner, Stuttgart 1987, ISBN 3-515-04671-2. |
| 85  | Kurt Beck                                                                     | Die Kawahla von Kordofan. Ökologische und ökonomische Strategien arabischer Nomaden im Sudan. Steiner, Stuttgart 1988, ISBN 3-515-04921-5. |
| 86  | Dierk Lange                                                                   | A Sudanic Chronicle: The Borno Expeditions of Idris Alauma (1564–1576). According to the account of Ahmad b. Furtu. Arabic text, Engl. transl. commentary and geogr. gazetteer. Steiner, Stuttgart 1987, ISBN 3-515-04926-6.                                                     |
| 87  | Leo Frobenius                                                                 | Ethnographische Notizen aus den Jahren 1905 und 1906. III: Luluwa, Süd-Kete, Bena Mai, Pende, Cokwe. Bearb. u. hrsg. von Hildegard Klein. Steiner, Stuttgart 1988, ISBN 3-515-04979-7.                                                                                           |
| 88  | Beatrix Heintze                                                               | Fontes para a história de Angola do século XVII. II. Cartas e documentos oficiais da Colectânea Documental de Fernão de Sousa (1624–1635). Transcrição dos documentos em colaboração com Maria Adélia de Carvalho Mendes. Steiner, Stuttgart 1988, ISBN 3-515-04964-9.           |
| 89  | Gerd Spittler                                                                 | Dürren, Krieg und Hungerkrisen bei den Kel Ewey (1900–1985). Steiner, Stuttgart 1989, ISBN 3-515-04965-7. |
| 90  | Peter Fuchs                                                                   | Fachi. Sahara-Stadt der Kanuri. Steiner, Stuttgart 1989, ISBN 3-515-05003-5. |
| 91  | Bawuro Mubi Barkindo                                                          | Sultanate of Mandara to 1902. History of the Evolution, Development and Collapse of a Central Sudanese Kingdom. 1989, ISBN 3-515-04416-7. |
| 92  | Mamadou Diawara                                                               | La graine de la parole. Dimension sociale et politique des traditions orales du royaume de Jaara (Mali du XVème au milieu du XIXème siècle). Steiner, Stuttgart 1990. |
| 93  | Mathias G. Guenther                                                           | Bushman Folktales. Oral Traditions of the Nharo of Botswana and the /Xam of the Cape. Steiner, Stuttgart 1989, ISBN 3-515-05060-4. |
| 94  | Klaus Schneider                                                               | Handwerk und materialisierte Kultur der Lobi in Burkina Faso. Steiner, Stuttgart 1990, ISBN 3-515-05235-6. |
| 95  | Dorothee Gruner                                                               | Die Lehm-Moschee am Niger. Dokumentation eines traditionellen Bautyps. Steiner, Stuttgart 1990, ISBN 3-515-05357-3. |
| 96  | Jörg Adelberger                                                               | Vom Sultanat zur Republik: Veränderungen in der Sozialorganisation der Fur (Sudan). Steiner, Stuttgart 1990, ISBN 3-515-05512-6. |
| 97  | Leo Frobenius                                                                 | Ethnographische Notizen aus den Jahren 1905 und 1906. IV: Kanyok, Luba, Songye, Tetela, Songo Meno/Nkutu. Bearb. und hrsg. von Hildegard Klein. Steiner, Stuttgart 1990, ISBN 3-515-05383-2.                                                                                     |
| 98  | Gudrun Geis-Tronich                                                           | Materielle Kultur der Gulmance in Burkina Faso. Steiner, Stuttgart 1991. |
| 99  | Adam Jones                                                                    | Zur Quellenproblematik der Geschichte Westafrikas 1450–1900. Steiner, Stuttgart 1990, ISBN 3-515-05418-9. |
| 100 | Eike Haberland                                                                | Hierarchie und Kaste. Zur Geschichte und politischen Struktur der Dizi in Südwest-Äthiopien. Steiner, Stuttgart 1993, ISBN 3-515-05592-4. |
| 101 | Friederike Kemink                                                             | Die Tegreñña-Frauen in Eritrea. Eine Untersuchung der Kodizes des Gewohnheitsrechts 1890–1941. Steiner, Stuttgart 1991, ISBN 3-515-05425-1. |
| 102 | Andreas Grüb                                                                  | The Lotuho of the Southern Sudan. An Ethnological Monograph. Steiner, Stuttgart 1992, ISBN 3-515-05452-9. |
| 103 | Ulrich Braukämper                                                             | Migration und ethnischer Wandel: Untersuchungen aus der östlichen Sudanzone. Steiner, Stuttgart 1992, ISBN 3-515-05830-3. |
| 104 | Reidulf K. Molvaer (Hrsg.)                                                    | Prowess, Piety and Politics. The Chronicle of Abeto Iaysu and Empress Zewditu of Ethiopia (1909–1930). Recorded by Aleqa Gebre-Igziabiher Elyas. Rüdiger Köppe Verlag, Köln 1994, ISBN 3-927620-20-3.                                                                            |
| 105 | Andrea Reikat                                                                 | Handelsstoffe. Grundzüge des europäisch-westafrikanischen Handels vor der industriellen Revolution am Beispiel der Textilien. Rüdiger Köppe Verlag, Köln 1997, ISBN 3-89645-200-2.                                                                                               |
| 106 | Sabine Steinbrich                                                             | Imagination und Realität in westafrikanischen Erzählungen. Rüdiger Köppe Verlag, Köln 1997, ISBN 3-89645-201-0. |
| 107 | Till Förster                                                                  | Zerrissene Entfaltung. Alltag, Ritual und künstlerische Ausdrucksformen im Norden der Côte d’Ivoire. Rüdiger Köppe Verlag, Köln 1997, ISBN 3-89645-202-9. |
| 108 | Britta Duelke                                                                 | „…Same but different…“: Tradition und Geschichte im Alltag einer nordaustralischen Aborigines-Kommune. Rüdiger Köppe Verlag, Köln 1998, ISBN 3-89645-203-7. |
| 109 | Frank Bliss                                                                   | L’artisanat et l’artisanat d’art dans les oasis du désert occidental égyptien. Rüdiger Köppe Verlag, Köln 1998, ISBN 3-89645-204-5. |
| 110 | Jürgen Zwernemann                                                             | Studien der Moba (Nord-Togo). Rüdiger Köppe Verlag, Köln 1998, ISBN 3-89645-205-3. |
| 111 | Gerd Spittler                                                                 | Hirtenarbeit. Die Welt der Kamelhirten und Ziegenhirtinnen von Timia. Rüdiger Köppe Verlag, Köln 1998, ISBN 3-89645-206-1. |
| 112 | Carola Lentz                                                                  | Die Konstruktion von Ethnizität: Eine politische Geschichte Nord-West Ghanas, 1870–1990. Rüdiger Köppe Verlag, Köln 1998, ISBN 3-89645-207-X. |
| 113 | Karim Traoré                                                                  | Le jeu et le sérieux. Essai d’anthropologie littéraire sur la poésie épique des chasseurs du Mande (Afrique de l’Ouest). Rüdiger Köppe Verlag, Köln 2000, ISBN 3-89645-208-8. |
| 114 | Paola Ivanov                                                                  | Vorkoloniale Geschichte und Expansion der Avungara-Azande: Eine quellenkritische Untersuchung. Rüdiger Köppe Verlag, Köln 2000, ISBN 3-89645-209-6. |
| 115 | Kunigunde Böhmer-Bauer                                                        | Great Zimbabwe – eine ethnologische Untersuchung. Rüdiger Köppe Verlag, Köln 2000, ISBN 3-89645-210-X. |
| 116 | Erdmute Alber                                                                 | Im Gewand von Herrschaft. Modalitäten der Macht im Borgou (Nord-Bénin) 1900–1995. Rüdiger Köppe Verlag, Köln 2000, ISBN 3-89645-211-8. |
| 117 | Yakubu Mukhtar                                                                | Trade, Merchants and the State in Borno, c. 1893–1939. Rüdiger Köppe Verlag, Köln 2000, ISBN 3-89645-212-6. |
| 118 | Dorothea E. Schulz                                                            | Perpetuating the politics of praise: jeli singers, radios, and political mediation in Mali. Rüdiger Köppe Verlag, Köln 2001, ISBN 3-89645-213-4. |
| 119 | Burkhard Schnepel (Hrsg.)                                                     | Hundert Jahre „Die Traumdeutung“. Kulturwissenschaftliche Perspektiven in der Traumdeutung. Rüdiger Köppe Verlag, Köln 2001, ISBN 3-89645-214-2. |
| 120 | Mamadou Diawara                                                               | L’empire du verbe et l’éloquence du silence. Vers une anthropologie du discours dans les groupes dits dominés au Sahel. Rüdiger Köppe Verlag, Köln 2003, ISBN 3-89645-215-0. |
| 121 | Matthias Krings, Editha Platte (Hrsg.)                                        | Living with the Lake. Perspectives on History, Culture and Economy of Lake Chad. Rüdiger Köppe Verlag, Köln 2003, ISBN 3-89645-216-9. |
| 122 | Andreas Dafinger                                                              | Anthropologie des Raumes. Untersuchungen zur Beziehung räumlicher und sozialer Ordnung im Süden Burkina Fasos. Rüdiger Köppe Verlag, Köln 2004, ISBN 3-89645-217-7 . |
| 123 | Matthias Krings                                                               | Siedler am Tschadsee. Hausa-Migranten und die Aneignung lokaler Ressourcen im ländlichen Nigeria. Rüdiger Köppe Verlag, Köln, ISBN 3-89645-218-5. |
| 124 | Cora Bender, Christian Carstensen, Henry Kammler, Sylvia S. Kasprycki (Hrsg.) | Ding, Bild, Wissen. Ergebnisse und Perspektiven Nordamerikanischer Forschung in Frankfurt am Main, Rüdiger Köppe Verlag, Köln 2005, ISBN 3-89645-219-3. |
| 125 | Mamadou Diawara (Hrsg.)                                                       | Heinrich Barth et l'Afrique, Rüdiger Köppe Verlag, Köln 2006, ISBN 3-89645-220-7. |
| 126 | Sabine Dinslage (Hrsg.)                                                       | Leo Frobenius. Animal husbands, magic horns and water spirits. Folktales from Southern Africa. Rüdiger Köppe Verlag, Köln 2009, ISBN 978-3-89645-221-4. |
| 127 | Stephanie Maiwald                                                             | Jenseits von „Primitive Art“. Zum Selbstverständnis zeitgenössischer Künstler in Nigeria. Reimer-Verlag, Berlin 2014, ISBN 978-3-496-02867-3. |